# Provocator

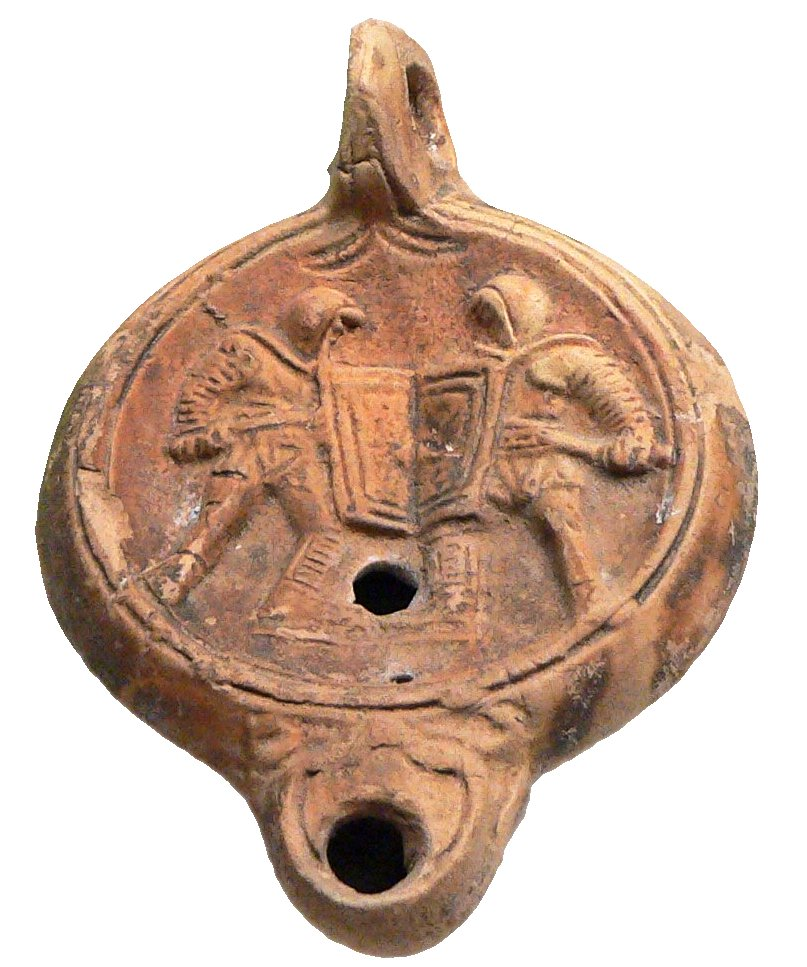
Lucerna romana decorada con dos Gladiadores provocator luchando.

Los provocator o provocatores eran un tipo de gladiadores, que desde el siglo I a. C., solían arrancar las tardes de combate en los anfiteatros luchando entre ellos. Se les suele reconocer, entre otros elementos, por su casco, con dos viseras, que no llevaba ningún tipo de ala para evitar ser enganchado en las redes de los retiarius, con los que frecuentemente luchaban, como así se atestigua en diferentes representaciones. También aparecen como distintivo con un protector en el pecho o cardiofílax.
Portaban un escudo rectangular alargado, similar al del legionario romano (scutum), aunque un poco más pequeño, y una espada corta, el gladio o una daga corta, el pugio. En el brazo que lleva la espada se colocaban un protector (manica). Además tenían un amplio cinturón metálico y las piernas las protegían con fascias, un acolchado grueso. Por la espalda solían llevar cintas de cuero cruzadas en un punto central que se sujetaba con un anillo de hierro.
Se encuentran representaciones de provocatores en figuras de terracota, lucernas o vasos desde los años 30 - 10 a. C. hasta el siglo III d. C., en tumbas.